# Hanatou Ouelgo
Konkiswinde Hanatou Ouelgo (5 agosto 1978) è una judoka burkinabé.
Ha partecipato ai Giochi di Atene 2004 e di Pechino 2008, gareggiando nella categoria dei 48kg.
Nell'evento ateniese, ha rappresentato il suo Paese come Portabandiera, alla cerimonia di chiusura delle Olimpiadi.